# Eleutherodactylus aaptus
Pristimantis aaptus là một loài ếch trong họ Leptodactylidae.
Nó được tìm thấy ở Colombia, Peru, và có thể cả Brasil.
Môi trường sống tự nhiên của nó là các khu rừng đất thấp ẩm nhiệt đới hoặc cận nhiệt đới và sông.